# Хирш, Альберт
Альберт (Гирш) Хирш (нем. Albert Hirsch; 1841—1927) — австрийский народный композитор, поэт, певец, актёр, режиссёр и драматург.

## Биография
Альберт Хирш родился 29 июня 1841 года в столице Австрии городе Вене в еврейской семье.
Получив образование, работал сначала в качестве учителя начальной школы, но будучи ведом Мельпоменой, с начала 1870-х годов стал играть в небольших ролях в венских театрах. Некоторое время спустя он отказался от педагогической практики и поступил на службу в театр Ан дер Вин из которого вскоре перешёл в Театр в Йозефштадте.
Будучи недоволен малыми гонорарами в театре, он самостоятельно организовал общество народного пения, куда первоначально входили только члены семьи. Хирш много трудился для становления организации исполняя в ней наряду с должностными обязанностями директора директора, роли комика режиссёра, певца и поэта.
Он довольно успешно стал сам сочинять комедии, а также народные песни. Хирш написал около 200 народных пьес из еврейской жизни. Хирш сам составлял музыку к своим песням и пьесам, причем большинство его мелодий носит классический еврейский характер.
Альберт Хирш умер 11 августа 1927 года в родном городе.
Был женат на актрисе Минне (урождённая Hänlein; 1843-1913). Один из его сыновей — Адольф — пошёл по стопам отца и стал известным еврейским певцом и композитором.